# The Gothard Sisters

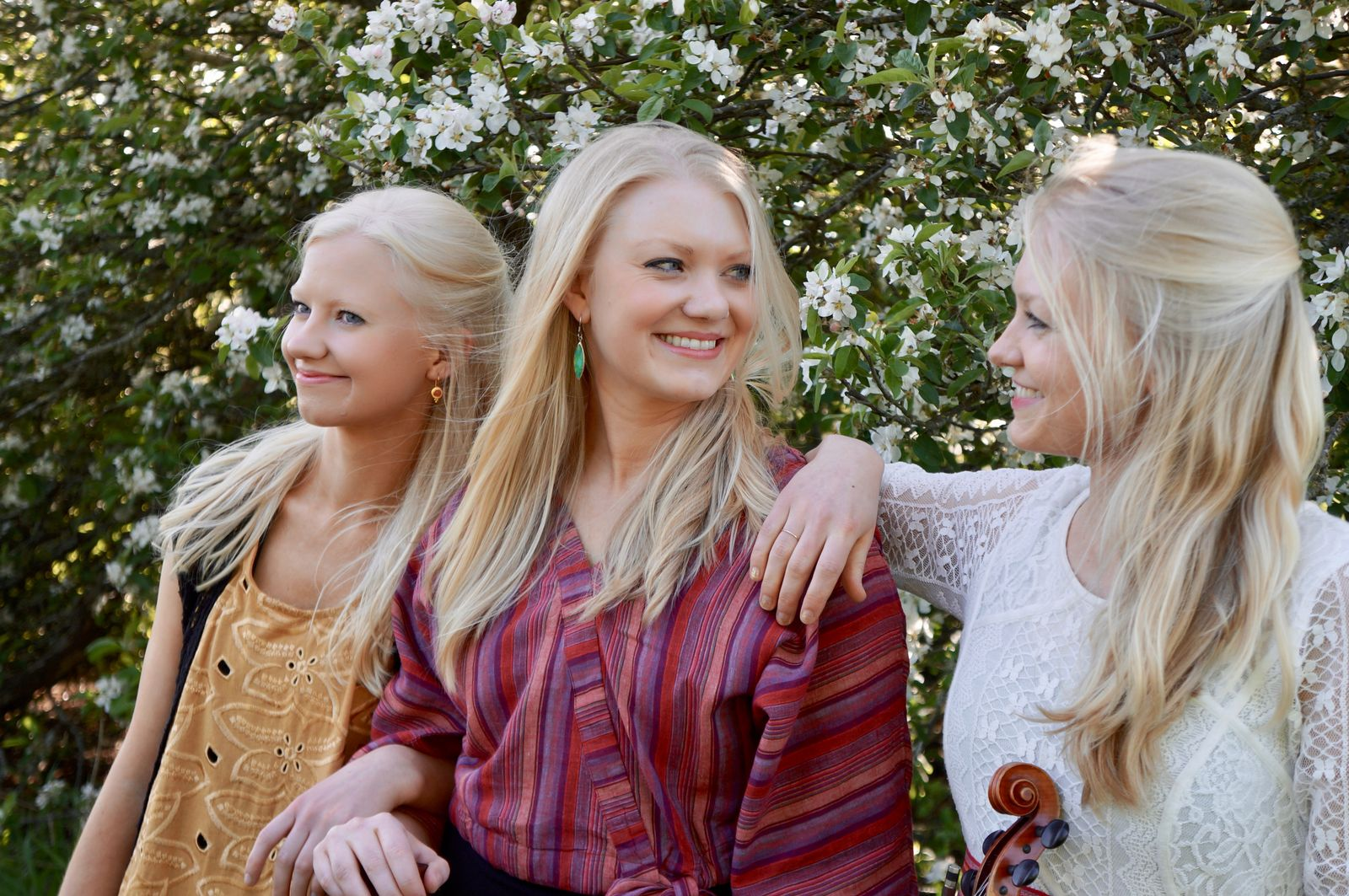
The Gothard Sisters

The Gothard Sisters ist eine Musikgruppe aus Edmonds, Washington, USA, die irische Musik und Irish Dance aufführt. Die Gruppe besteht aus den drei Schwestern Greta, Willow und Solana Gothard.

## Bandgeschichte
Greta Gothard (* 1988 oder 1989), die älteste der drei Schwestern, fing mit fünf Jahren an, klassische Violine zu spielen, später auch Gitarre. Sie qualifizierte sich dreimal für die „westlichen Meisterschaften“ im irischen Tanzen. Ferner produziert sie die Musikvideos der Schwestern. Willow (* 1990 oder 1991) fing genau wie ihre Schwester Greta mit fünf Jahren an, Violine zu spielen, auch in Orchestern. 2007 begann sie Bodhran zu spielen. Die Mandoline spielt sie seit 2010. Zusätzlich näht sie die Kostüme. Solana, das jüngste Mitglied der Gothard Sisters (* 1996 oder 1997), fing mit drei Jahren an, Violine zu spielen. Bei der nordwestlichen Meisterschaft im Irish Dance war sie mit elf Jahren die jüngste Teilnehmerin, die jemals an den Wettbewerben teilgenommen hat. Sie ist die Sängerin der Gothard Sisters. Auch spielt sie die meisten rhythmischen Instrumente.
Die Gothard-Schwestern begannen 2006 in ihrer Heimatstadt Edmonds, als Violintrio Straßenmusik zu machen. Im Laufe der Zeit traten sie auf zahlreichen Märkten und bei Festivals auf, wo sie Musik und Irish Dance aufführten. Nach und nach lernten sie weitere Instrumente zu spielen. Ihr erstes Album veröffentlichten sie 2008.
Im Jahr 2013 wurden die Gothard Sisters von der Irish Music Association als „Best New Irish Artists“ mit dem Irish Music Award ausgezeichnet. Mit ihrem Album Falling Snow erreichten sie im Dezember 2016 Platz 13 und mit Midnight Sun im Mai 2018 Platz 6 der Billboard Weltmusik-Charts.

## Diskografie
- 2008: And to All a Good Night
- 2008: Daughters of Erin
- 2008: Now is the hour
- 2010: Christmas

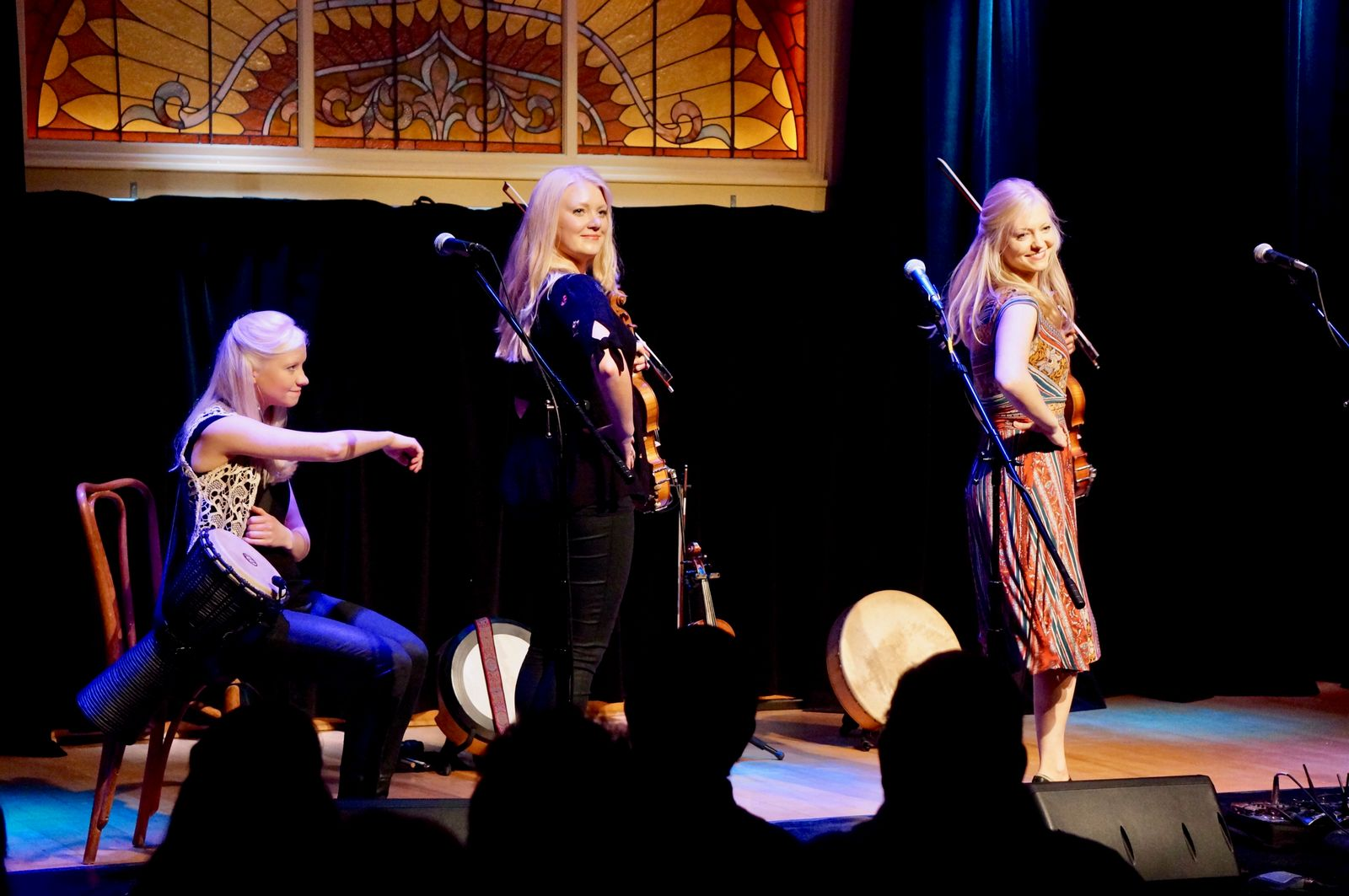
The Gothard Sisters, 2018

- 2011: Story Girl (Sammamish Sounds)
- 2012: Fairy Dance Jig (Single)
- 2013: Compass
- 2015: Mountain Rose
- 2016: Hummingbird (Single)
- 2016: Falling Snow
- 2018: Midnight Sun